# Antonio Dimitri (attore)
Antonio Costanzo Dimitri, noto anche con gli pseudonimi Antonio Di Mitri, Tony Di Mitri, Tony Dimitri e George Stevenson (Manduria, 12 giugno 1931 – Roma, 8 dicembre 2019), è stato un attore e cantante italiano.

## Biografia

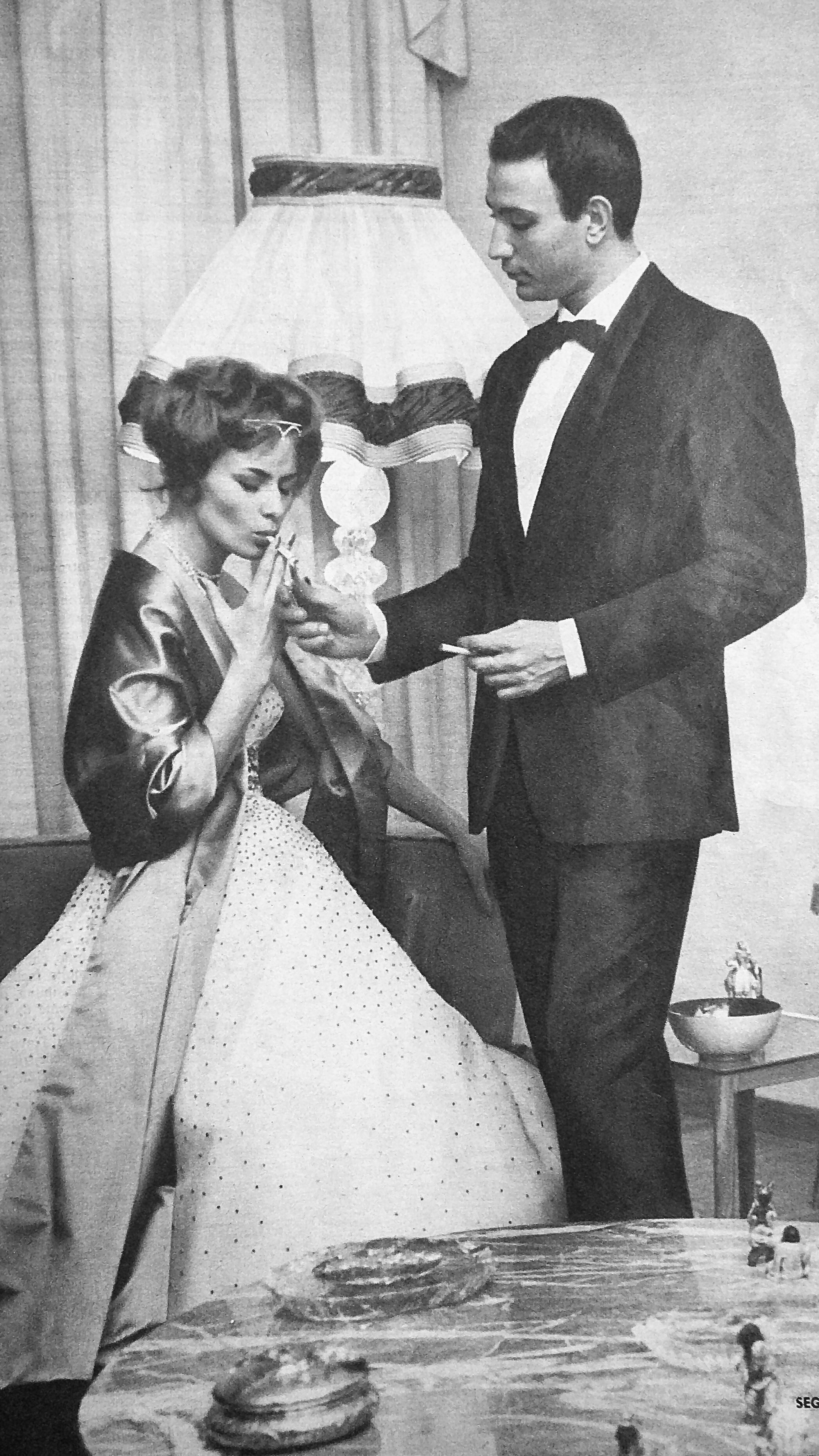
Antonio Dimitri negli anni sessanta

Antonio Dimitri nasce a Manduria da dove, giovanissimo, si trasferisce a Torino con la famiglia. Qui interpreta i suoi primi spettacoli teatrali. Un nuovo spostamento lo porta a Roma, dove frequenta l'Accademia nazionale d'arte drammatica, esordendo al Teatro greco di Siracusa nell'Ippolito di Euripide, con la regia di Orazio Costa. In seguito affronta varie tournée teatrali con Enrico Maria Salerno.
Nel 1953 esordisce al cinema nel film Il mercante di Venezia, diretto da Pierre Billon e nel 1954 interpreta un soldato nel film Senso di Luchino Visconti. Al cinema partecipa poi ai film: I normanni (1962), La cuccagna (1962), Sindbad contro i sette saraceni (1964), Frenesia dell'estate (1964), Quintana (1968), Dal nostro inviato a Copenaghen (1970), Una colt in mano al diavolo (1973), Il giustiziere di Dio (1973), Il colpaccio (1976).
Nel 1962 interpreta il fotoromanzo "La campana sul grattacielo" (nel periodico "I romanzi di Sogno", n.139, 15 giugno 1962).
Tra il 1965 e il 1966 è protagonista, con Amedeo Nazzari, della commedia di Dino Verde Hanno rapito il presidente e nello stesso 1965 Dimitri inizia la sua carriera di cantante, con lo pseudonimo Tony Di Mitri, pubblicando i tre singoli L'hanno ucciso a Roma e Hanno rapito il presidente, per la CGD, e Un velo bianco, per la CAM.

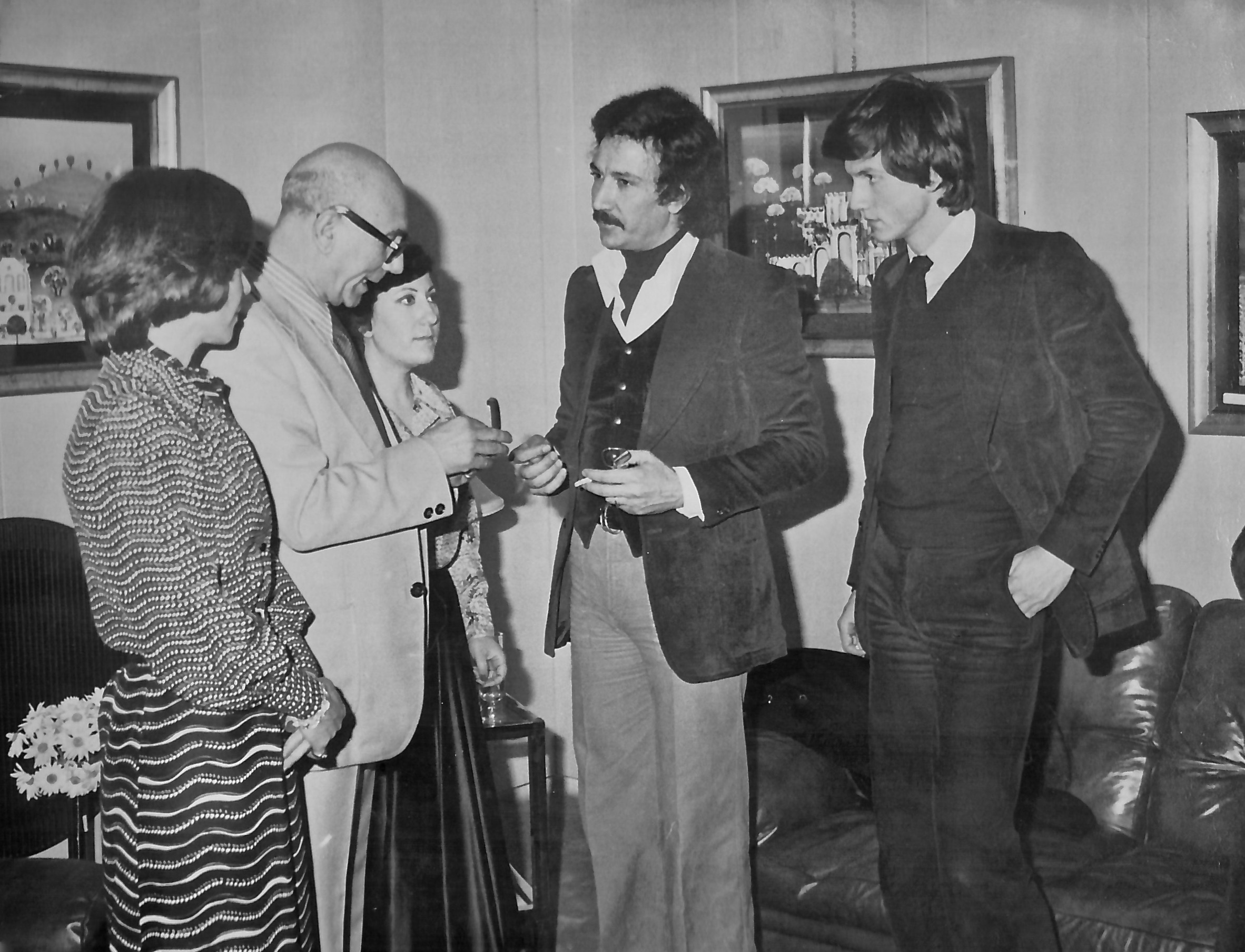
Tony Dimitri negli anni settanta

Nel 1968 è protagonista, insieme a Francesca Bertini, della trasmissione televisiva La fiera dei sogni, condotta da Mike Bongiorno e nel 1969 prende parte all'Orlando furioso di Luca Ronconi, interpretando il re saraceno Solimano, spettacolo che verrà poi trasposto nell'omonima miniserie televisiva, diretta dallo stesso Ronconi, nel 1975.
All'inizio degli anni settanta, passato alla Cipiti Record, abbandona le canzoni a sfondo di cronaca e si concentra sulla musica tradizionale della sua terra, il Salento, pubblicando i due LP di musica folk I canti del prato verde - Antiche canzoni regionali popolari italiane (1972, come Antonio Di Mitri) e Taratatani - Antichi canti popolari della Puglia salentina (1974, come Antonio Dimitri).
Nel 1972 è di nuovo in televisione nello sceneggiato televisivo Joe Petrosino, diretto da Daniele D'Anza, dove interpreta la parte del presunto omicida, e nel 1974, a fianco di Gigi Proietti, interpreta Yanez nello sceneggiato televisivo Le tigri di Mompracem di Ugo Gregoretti.
Nel 1977, passato alla Aris, pubblica come Antonio Dimitri un ultimo album, Rutulì rutulà - Il mondo è una rotella, volta gira e se ne va.
Muore l'8 dicembre 2019 a Roma all'età di 88 anni; nello stesso anno muore la moglie Maria Teresa Gelli, anche lei attrice oltre che paroliera.

## Filmografia

### Cinema
- Il mercante di Venezia (Le Marchand de Venise), regia di Pierre Billon (1953)
- Traviata '53, regia di Vittorio Cottafavi (1953)
- Senso, regia di Luchino Visconti (1954)
- Il sole tornerà, regia di Ferdinando Merighi (1957)
- Dinanzi a noi il cielo, regia di Roberto Savarese (1957)
- Spade senza bandiera, regia di Carlo Veo (1961)
- I masnadieri, regia di Mario Bonnard (1961)
- La cuccagna, regia di Luciano Salce (1962)
- I normanni, regia di Giuseppe Vari (1962)
- Frenesia dell'estate, regia di Luigi Zampa (1964)
- Due mafiosi nel Far West, regia di Giorgio Simonelli (1964)
- Sindbad contro i sette saraceni, regia di Emimmo Salvi (1964)
- Il buono, il brutto, il cattivo, regia di Sergio Leone (1964)
- Rose rosse per il führer, regia di Fernando Di Leo (1968)
- Chiedi perdono a Dio... non a me, regia di Vincenzo Musolino (1968)
- Quintana, regia di Vincenzo Musolino (1968)
- Dal nostro inviato a Copenaghen, regia di Alberto Cavallone (1970)
- Una colt in mano al diavolo, regia di Gianfranco Baldanello (1973)
- Il giustiziere di Dio, regia di Franco Lattanzi (1973)
- Sei bounty killers per una strage, regia di Franco Lattanzi (1973)
- Il colpaccio, regia di Bruno Paolinelli (1976)
- Giallo alla regola, regia di Stefano Roncoroni (1988)

### Televisione
- Il romanzo di un maestro, regia di Mario Landi – miniserie TV (1959)
- Ritorna il tenente Sheridan – serie TV, 1 episodio (1963)
- Caravaggio, regia di Silverio Blasi – miniserie TV (1967)
- Sheridan: Squadra omicidi, regia di Leonardo Cortese – miniserie TV (1967)
- La carretta dei comici – serie TV, 1 episodio (1970)
- Joe Petrosino, regia di Daniele D'Anza – miniserie TV (1972)
- L'allodola di Jean Anouilh, regia di Vittorio Cottafavi, trasmessa dal Secondo Programma il 16 marzo 1973.
- Le tigri di Mompracem, regia di Ugo Gregoretti – miniserie TV (1974)
- Orlando furioso, regia di Luca Ronconi – miniserie TV (1975)

## Trasmissioni TV
- La fiera dei sogni (1968)

## Discografia

### Album in studio
- 1972 - I canti del prato verde - Antiche canzoni regionali popolari italiane (come Antonio Di Mitri)
- 1974 - Taratatani - Antichi canti popolari della Puglia salentina (come Antonio Dimitri)
- 1977 - Rutulì rutulà - Il mondo è una rotella, volta gira e se ne va (come Antonio Dimitri)

### Singoli
- 1965 - L'hanno ucciso a Roma/Carnevale di sangue (come Tony Di Mitri)
- 1965 - Hanno rapito il presidente/Il telefono dell'incubo (come Tony Di Mitri)
- 1965 - Un velo bianco/La farfalla innocente (come Tony Di Mitri)